# Smoke on the Water (musikalbum)
Smoke on the Water är ett samlingsalbum av hårdrocksgruppen Deep Purple utgivet 1998.

## Låtlista
Alla låtar är skrivna av Richie Blackmore, Ian Gillan, Roger Glover, Jon Lord och Ian Paice.
1. "Hush" (Joe South) - 4:24
2. "Kentucky Woman" (Neil Diamond) - 4:44
3. "Bird Has Flown" - 2:54
4. "Hallelujah"
5. "Black Night" - 3:27
6. "Child in Time" - 10:20
7. "Speed King" - 4:24
8. "Strange Kind Of Woman" - 3:49
9. "Fireball" - 3:24
10. "Smoke on the Water" - 3:46
11. "Highway Star" - 6:05
12. "Never Before" - 3:56
13. "Space Trunkin'" - 4:31
14. "Woman From Tokyo" - 2:45
15. "Might Just Take A Knife" (Richie Blackmore/Jon Lord/Ian Paice/David Coverdale) - 4:36
16. "Burn" (Richie Blackmore/Jon Lord/Ian Paice/David Coverdale) - 6:00
17. "Stormbringer (Richie Blackmore/David Coverdale) - 4:03
18. "You Keep On Moving" (David Coverade/Glen Hughes) - 5:19